# Juan de Santa Gertrudis
Fray Juan de Santa Gertrudis (Mallorca, 1724 - Mallorca, 1799) fue un fraile franciscano español nacido en Mallorca. Es considerado uno de los precursores de la arqueología en la actual Colombia.
En su juventud cursó estudios eclesiásticos en la Universidad Luliana de Palma. Posteriormente se preparó para el ministerio misional en el Colegio Apostólico de San Antonio de Arcos de la Frontera, de donde fue guardián. 
En cumplimiento de sus tareas como misionero, en 1757, con 32 años de edad, es enviado al Virreinato de Nueva Granada junto con catorce franciscanos de diferentes monasterios de España, destinados al Colegio de Misiones de Popayán. Entre 1758 y 1767 en su acción evangelizadora recorrió el Caquetá y fundó una población en el territorio del Putumayo denominada "Agustinillo", recorre los territorios del sur la Nueva Granada, particularmente la provincia de Popayán, con algunos viajes a Quito y Santafé de Bogotá. 
En 1767 regresó a España. Como resultado de su experiencia en América, años después escribe su obra más importante, titulada Maravillas de la Naturaleza, en cuatro tomos, y que en el estilo de las crónicas de su tiempo devela su mentalidad como hombre religioso fascinado por la naturaleza. En esa obra se describen por primera vez las estatuas indígenas que en la actualidad conforman el Parque arqueológico de San Agustín, y los yacimientos del actual Parque Arqueológico Nacional de Tierradentro. 
Sus últimos años los vive en el Convento de Jesús de Palma de Mallorca, en donde fallece un 8 de agosto de 1799, a la edad de 75 años.

## Obras
Los manuscritos de fray Juan de Santa Gertrudis se conservan en la biblioteca pública de Palma, y permanecieron inéditos hasta 1956, cuando fueron publicados en Bogotá, dentro de la serie de la Biblioteca de la Presidencia de la República. Agotada esta edición, la Biblioteca del Banco Popular de Bogotá, basándose en la anterior edición, hizo una nueva en 1970, en cuatro tomos.
Gracias a sus escritos se puede tener una visión de la vida neogranadina en el sur del Virreinato de Nueva Granada durante el siglo XVIII diferente a la que proporcionan los documentos oficiales o las crónicas de conquista. También ofrece importantes anotaciones sobre la historia natural, la fauna, la flora, la geografía y, especialmente, la arqueología.
- Maravillas de la naturaleza, relato de sus viajes por la América del Sur, con cuadros de costumbres, historia natural y descripciones geográficas, entre otros temas.
- Medicina Luliana, que contiene comentarios a la obra de Ramon Llull.
- La virtud en su palacio, que es una recopilación de sus sermones.